# Vasudevanallur
Vasudevanallur è una suddivisione dell'India, classificata come town panchayat, di 18 461 abitanti, situata nel distretto di Tirunelveli, nello stato federato del Tamil Nadu. In base al numero di abitanti la città rientra nella classe IV (da 10 000 a 19 999 persone).

## Geografia fisica
La città è situata a 9° 13' 60 N e 77° 25' 0 E e ha un'altitudine di 177 m s.l.m..

## Società

### Evoluzione demografica
Al censimento del 2001 la popolazione di Vasudevanallur assommava a 18 461 persone, delle quali 9 067 maschi e 9 394 femmine. I bambini di età inferiore o uguale ai sei anni assommavano a 1 914, dei quali 979 maschi e 935 femmine. Infine, coloro che erano in grado di saper almeno leggere e scrivere erano 11 493, dei quali 6 703 maschi e 4 790 femmine.